# Бузунов, Роман Вячеславович
Роман Вячеславович Бузунов (род. 8 марта 1965, Краматорск, Донецкая область) — доктор медицинских наук, заслуженный врач РФ, Президент Общероссийской общественной организации «Российское общество сомнологов», профессор кафедры семейной медицины с курсами клинической лабораторной диагностики, психиатрии и психотерапии ФГБУ ДПО «Центральная государственная медицинская академия» УД Президента РФ.

## Биография
Родился 8 марта 1965 года в Краматорске (Донецкая область, Украина).
В 1988 г. окончил I-й Московский медицинский институт им. И. М. Сеченова, получив диплом с отличием. Далее (1988—1990 гг.) обучался в ординатуре по специальности «общая терапия».
Прошёл специализацию по функциональной диагностике, в течение 7 лет работал по этой специальности.
В 1992 году поступил в заочную аспирантуру по кардиологии. По окончании защитил кандидатскую диссертацию. В 1996 г. получил специализацию в области медицины сна. Позже проходил обучение в Израиле, Швеции и Германии. В 1996 г. был назначен заведующим кабинетом медицины сна (в дальнейшем преобразован в Центр медицины сна санатория «Барвиха»), которым бессменно руководил до 2018 года. В настоящее время является Заведующим Центром медицины сна на базе Клиники реабилитации в Хамовниках.
В 1998 г. получил высшую квалификационную категорию, с этого же времени — член Европейского общества по изучению расстройств сна.
В 2003 г. защитил докторскую диссертацию на тему «Синдром обструктивного апноэ сна в сочетании с ожирением: особенности патогенеза, диагностики и лечения».
В 2005 г. назначен научным руководителем санатория «Барвиха» по терапии. В том же году Р. В. Бузунову присвоено звание «Заслуженный врач РФ».
С 2008 г. является членом Президиума Национального общества по сомнологии и медицине сна.
С 2012 г. — президент Межрегиональной общественной организации «Ассоциация сомнологов». C 2016 г. — Президент Общероссийской общественной организации «Российское общество сомнологов».
Помощник депутата Государственной Думы РФ VII созыва (2016—2021 гг.) Герасименко Николая Фёдоровича по работе в Государственной думе на общественных началах.

## Научная деятельность
Автор более 160 научных публикаций, включая статьи, методические рекомендации, пособия и руководства для врачей. В 1996 г. защитил кандидатскую диссертацию на тему: «Диагностическое значение пробы с задержкой дыхания на вдохе и фармакологических тестов при ультразвуковой допплерографии артерий нижних конечностей».
В 2003 г. защитил докторскую диссертацию на тему «Синдром обструктивного апноэ сна в сочетании с ожирением: особенности патогенеза, диагностики и лечения».
Предметом его научного интереса является изучение синдрома обструктивного апноэ сна, синдрома центрального апноэ сна (дыхание Чейна-Стокса), синдрома беспокойных ног и периодических движений конечностей во сне.
Является автором программы адаптации к СИПАП-терапии «Жизнь с СИПАП 30-60-90», которая позволяет добиться высокой приверженности к лечению у пациентов с синдромом обструктивного апноэ сна.
Автор медико-психологической программы лечения хронической бессонницы без снотворных на основании когнитивно-поведенческой терапии.

## Практическая и учебно-просветительская деятельность
Организатор и участник проектов, посвящённых проблемам засыпания за рулём. Вместе с коллегами из Центра Медицины сна г. Челябинска принимал участие в реализации региональной программы «Не спи за рулём», повышает осведомлённость о проблеме засыпания за рулём со стороны автолюбителей, Минздрава и Правительства РФ. В апреле 2017 г. участвовал в Парламентских слушаниях по безопасности дорожного движения.
Один из основателей и Президент Общероссийской общественной организации «Российское общество сомнологов» (до 2012 г. — Межрегиональная общественная организация «Ассоциация сомнологов»).

## Основные публикации
Некоторые научные статьи
- Ерошина В. А., Р. В. Бузунов, Зимин Ю. В., Чевокина С. А. Кардиологические проявления среднетяжёлого обструктивного апноэ сна: артериальная гипертония, аритмии сердца, ишемия миокарда//Кремлёвская медицина.- 1988.- № 2.- С. 38-42.
- Бузунов Р. В., Зимин Ю. В. Мониторирование артериального давления и психоэмоциональные пробы в диагностике и выборе тактики лечения артериальной гипертензии // Кардиология.- 1992.- № 2.- C. 108—111.
- Ю. В. Зимин, Р. В. Бузунов Сердечно-сосудистые нарушения при синдроме обструктивного сонного апноэ: действительно ли они являются самостоятельным фактором риска смертности больных с этим заболеванием ? // Кардиология.- 1997.-Т.37.-N9.- С. 85-97.
- В. А. Ерошина, Р. В. Бузунов Дифференциальная диагностика обструктивного и центрального апноэ сна при полисомнографическом исследовании //Терапевтический архив.- 1999.- № 4.- С. 18-21.
- Ерошина В. А., Гасилин В. С., Бузунов Р. В. Выявление электрокардиографических нарушений при синдроме обструктивного апноэ сна в санаторной практике //Вопросы курортологии физиотерапии и лечебной физкультуры.- 1999.- № 3.- С. 21-25.
- Ерошина В. А., Гасилин В. С., Бузунов Р. В. Синдром обструктивного апноэ сна и дыхание Чейн-Стокса: вопросы дифференциальной диагностики и лечения // Кардиология.- 1999.- № 12.- С. 83-84
- Козлова Л. И., Бузунов Р. В., Чучалин А. Г. Хронические обструктивные болезни лёгких у больных ишемической болезнью сердца: 15 летнее наблюдение //Терапевтический архив.- 2001.- № 3.- С. 27-32.
- Ерошина В. А., Гасилин В. С., Бузунов Р. В., Калинкин А. Л. Оценка эффективности применения внутриротового аппликатора УПЛХ-01 при храпе и синдроме обструктивного апноэ сна // Клиническая медицина.- 2001.- № 4.- С. 44-47.
- Бузунов Р. В., Ерошина В. А. Зависимость тяжести синдрома обструктивного апноэ во время сна от увеличения массы тела после возникновения у пациентов симптома храпа //Терапевтический архив.- 2004.- № 3.- С. 59-62.
- Бузунов Р. В., Ерошина В. А., Ерошина Е. В. Легочная реабилитация пациентов старших возрастных групп с хронической обструктивной болезнью лёгких в условиях санатория //Клиническая геронтология.- 2007.- Том 12.- № 7.-С. 57-61 (в помощь практическому врачу).
- Бузунов Р. В. Неврологические аспекты синдрома обструктивного апноэ сна //Справочник поликлинического врача.- 2008-№ 10.-С.59-61.
- Бузунов Р. В., Легейда И. В., Ерошина В. А. Диагностика синдрома обструктивного апноэ во сне и хронической ночной гипоксемии с применением компьютерной пульсоксиметрии (клинические примеры) //Кардиология.- 2009.- Том 49.- № 3.- С.89-90.
- Бузунов Р. В. Применение снотворных при синдроме обструктивного апноэ сна и хронической ночной гипоксемии //Consilium medicum.- 2009.- № 2.- C. 79-83.
- Р. В. Бузунов Целесообразность применения мониторинговой компьютерной пульсоксиметрии для скрининга синдрома обструктивного апноэ во время сна //Кардиология.- 2011.- № 3.- С. 81-85.

Брошюры и пособия
- Р. В. Бузунов, И. В. Легейда, Е. В. Царева. Храп и синдром обструктивного апноэ сна у взрослых и детей. Практическое руководство для врачей. — Москва, 2013. — 128 с.
- Компьютерная пульсоксиметрия в диагностике нарушений дыхания во сне: учебное пособие / сост. Р. В. Бузунов; Иванова Ирина Леонидовна; Кононов Юрий Николаевич и др. — Ижевск, 2013. — 40 с.
- Р. В. Бузунов, Е. В. Царева. Синдром беспокойных ног. Учебное пособие для врачей.// под ред. проф. В. И. Шмырева. — Москва, 2011. — 32 с.
- Р. В. Бузунов. Советы по здоровому сну. — Москва, 2012. — 32 с.
- Р. В. Бузунов. «Проведение СИПАП/БИПАП-терапии в домашних условиях». Рекомендации для пациентов. — Москва, 2014. — 44 с.

Научно-популярные издания и руководства для пациентов
- Р.В. Бузунов, C. А. Черкасова. Курс на тишину. Как лечить храп и синдром обструктивного апноэ сна. — Москва, 2017. — 91 с.
- Р. В. Бузунов. Как улучшить сон. Рекомендации для руководителей и бизнесменов. — Москва, 2016. — 90 с.
- Р. В. Бузунов. Советы по здоровому сну. — Москва, 2015. — 32 с.
- Р. В. Бузунов. «Проведение СИПАП/БИПАП-терапии в домашних условиях». Рекомендации для пациентов. — Москва, 2017. — 44 с.